# Qasigiannguit

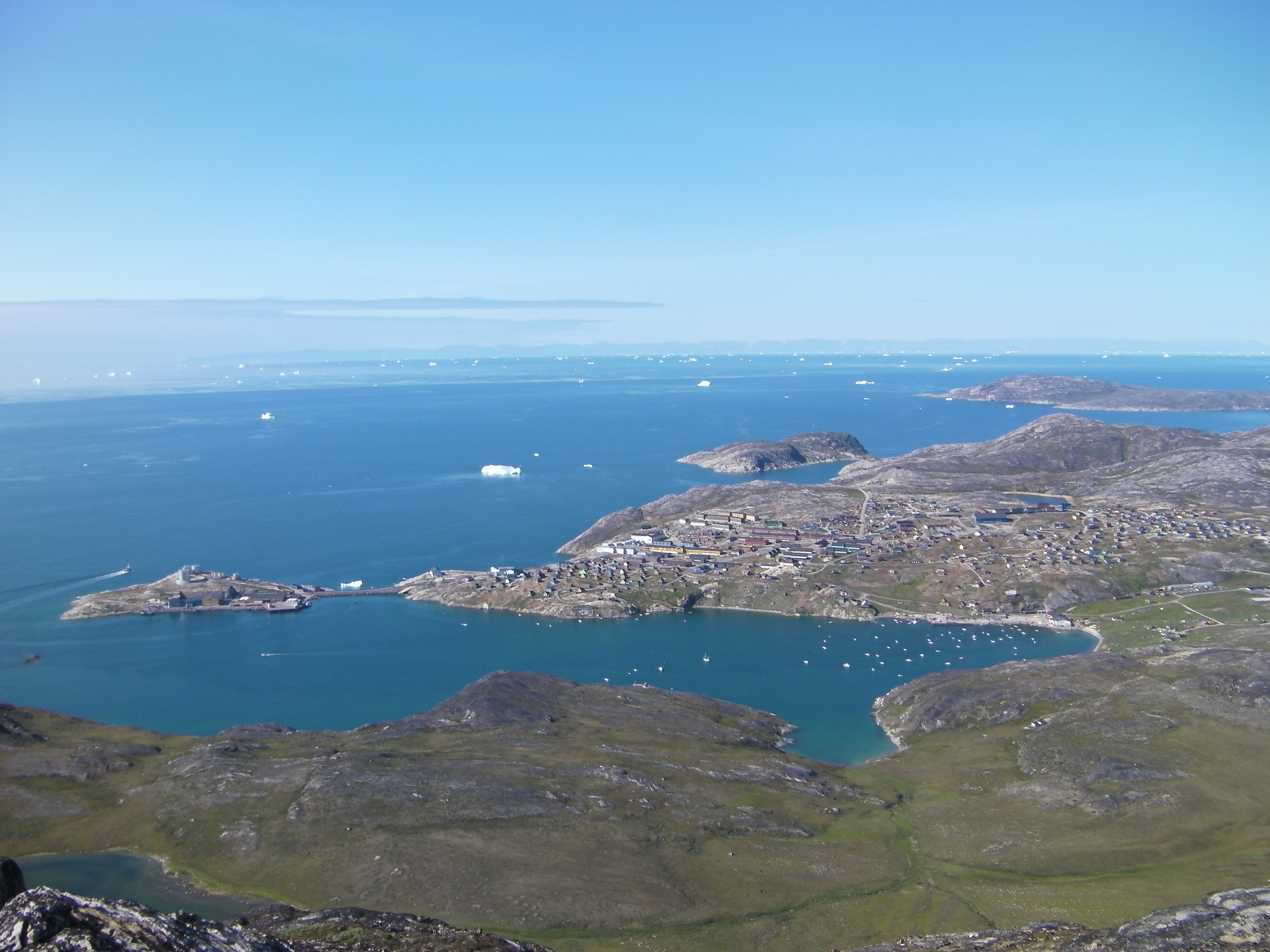
Pohled na Qasigiannguit

Qasigiannguit, také Qassigiannguit (zastarale Kasigianguit, Qasigianguit, Kagsigiánguit nebo Kagsigiánguaq), dříve Christianshåb nebo Christianshaab, je město ležící u západního pobřeží Grónska na jihovýchodním břehu zálivu Disko v kraji Qeqertalik. V roce 2016 tu žilo 1137 obyvatel, což z něj činilo třinácté největší město v Grónsku. Hlavním průmyslem je lov krevetek severních a platýse černého.

## Historie
Osada byla založena jako obchodní místo pro společnost Jacoba Severina v roce 1734 a jmenovala se Christianshåb (Kristianova naděje) na počest dánského krále Kristiana VI. Název byl někdy poangličtěn na Christian's Hope (Křesťanova naděje).
Dům Paula Egeda v Qasigiannguitu je grónskou nejstarší dochovanou dřevěnou budovou. Byl postaven dne 25. července 1734 a byl odstěhován do svého současného místa v roce 1806 v důsledku těžkého větru v původním umístění u zálivu. V roce 1997 bylo v tomto domě otevřeno muzeum. V létě roku 1999 byly nalezeny u domu archeologické objevy z různých pravěkých grónských kultur.

## Doprava
Dopravní spojení je letecké nebo lodní:
- během zimy Air Greenland provozuje letecké služby z místního heliportu do Ilulissatu, Qeqertarsuaqu, Ikamiutu, Ilimanaqu a Aasiaatu,
- v létě a na podzim, když jsou vody v zálivu Disko sjízdné, je spojení mezi osadami pouze po moři.[3] Diskoline zajišťuje trajektové spojení Qasigiannguitu s Ilulissatem, Aasiaatem, Ikamiutem, Akunnaaqem, a Qeqertarsuaqem.

## Počet obyvatel
S 1133 obyvateli (2017) je Qasigiannguit po Aasiaatu druhým největším městem v kraje Qeqertalik. Počet obyvatel města se neustále snižuje, s počtem obyvatel, který klesl o více než 27 % ve srovnání s počtem obyvatel v roce 1990 a o téměř 17 % oproti roku 2000, od roku 2011 je počet obyvatel stabilní.